# Craig Fallon
Craig Patrick Fallon (ur. 18 grudnia 1982, zm. 15 lipca 2019) – brytyjski judoka. Dwukrotny olimpijczyk. Zajął siódme miejsce w Pekinie 2008 i odpadł w eliminacjach w Atenach 2004. Walczył w wadze ekstralekkiej.
Mistrz świata w 2005 i drugi w 2003; uczestnik zawodów w 2011. Startował w Pucharze Świata w latach 2002-2005 i 2007-2009. Triumfator igrzysk Wspólnoty Narodów w 2002, gdzie reprezentował Anglię. Złoty medalista mistrzostw Europy w 2006 i srebrny w 2003 roku. 

## Letnie Igrzyska Olimpijskie 2004
| Konkurencja | Eliminacje              | Eliminacje                | Klas. końcowa |
| Konkurencja | Przeciwnik I            | Przeciwnik II             | Miejsce       |
| ----------- | ----------------------- | ------------------------- | ------------- |
| 60 kg       | Scott Fernandis (AUS) Z | Rewazi Zindiridis (GRE) P | 2 runda.      |

## Letnie Igrzyska Olimpijskie 2008
| Konkurencja | Eliminacje            | Eliminacje              | Repasaże              | Repasaże              | Repasaże             | Klas. końcowa |
| Konkurencja | Przeciwnik I          | Przeciwnik II           | Przeciwnik I          | Przeciwnik II         | Przeciwnik III       | Miejsce       |
| ----------- | --------------------- | ----------------------- | --------------------- | --------------------- | -------------------- | ------------- |
| 60 kg       | Yann Siccardi (MON) Z | Ludwig Paischer (AUT) P | Younes Ahamdi (MAR) Z | Kim Kyong-jin (PRK) Z | Gal Yekutiel (ISR) P | 7.            |